# Sebastian von Heusenstamm

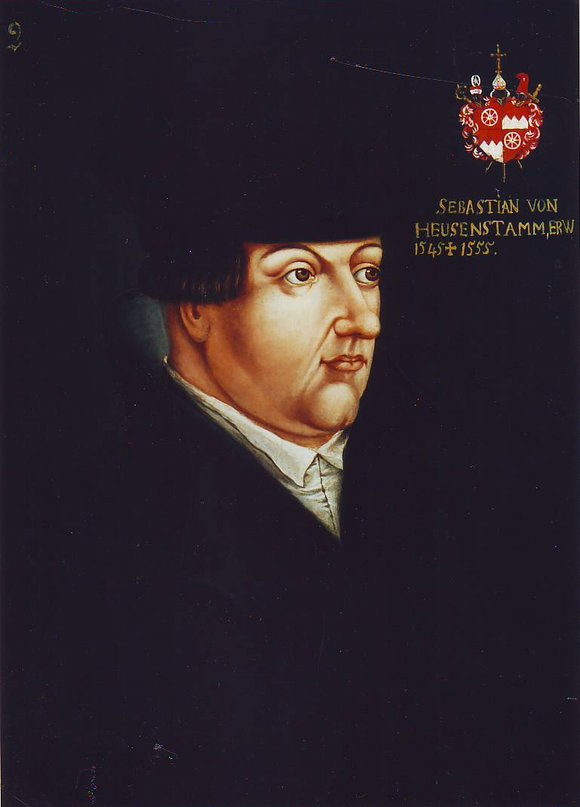
Gemälde in Aschaffenburg

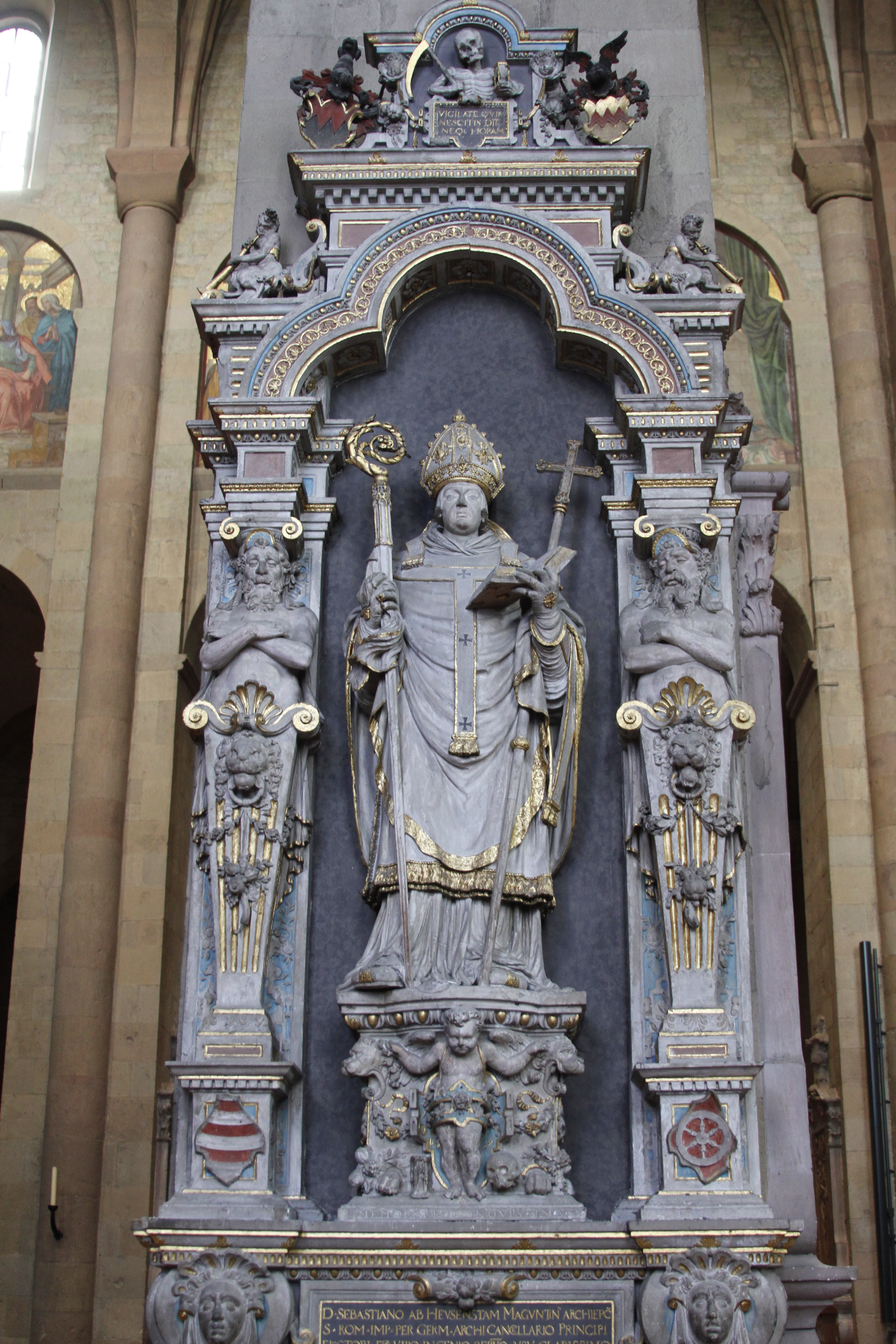
Erzbischof Sebastian von Heusenstamm. Grabdenkmal im Mainzer Dom.

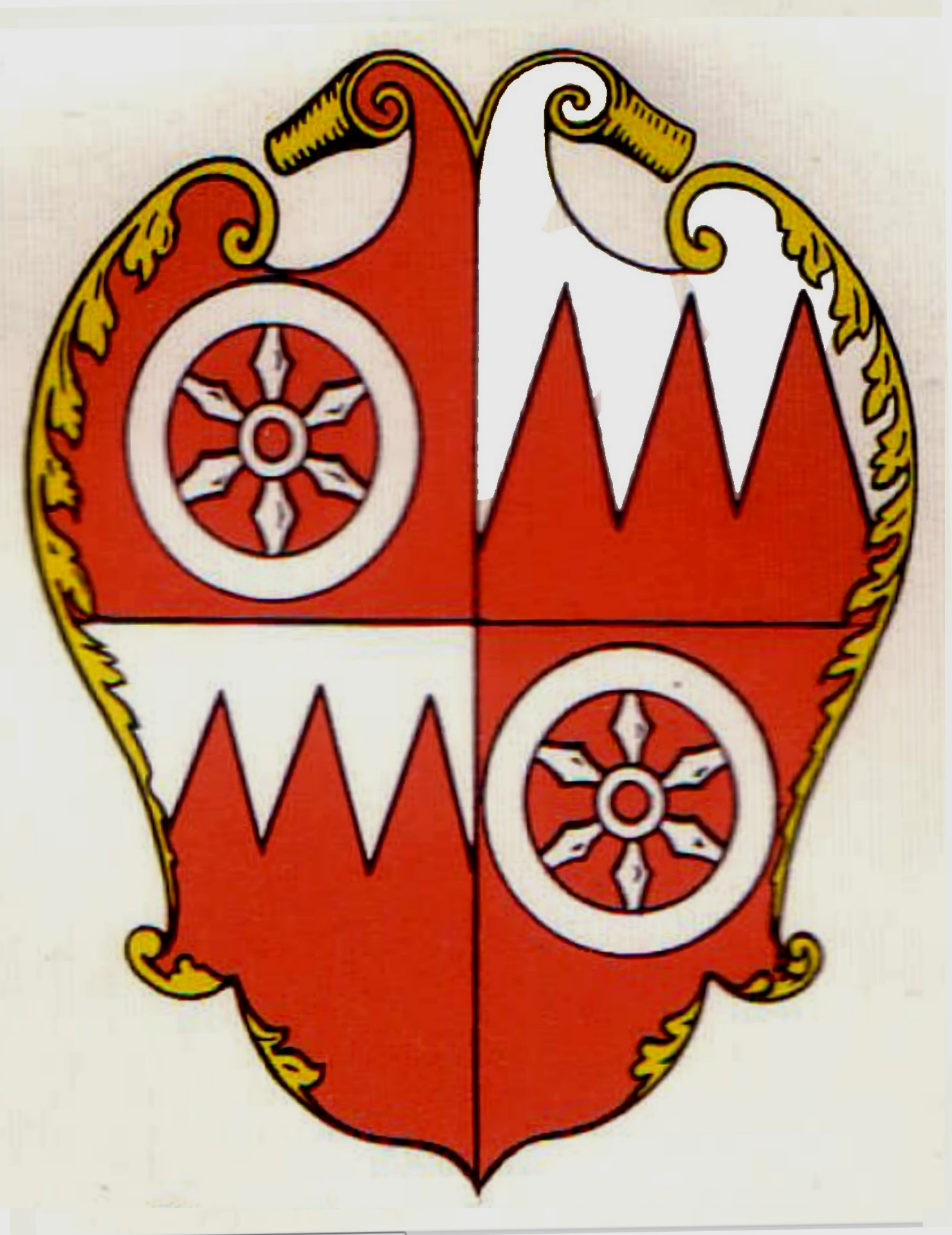
Wappen des Sebastian von Heusenstamm

Sebastian von Heusenstamm (* 16. März 1508 in Frankfurt am Main; † 18. März 1555 in Eltville), aus dem Hause der Herren von Heusenstamm, war Kurfürst und Erzbischof von Mainz und damit Erzkanzler des Heiligen Römischen Reiches.

## Herkunft
Er war der Sohn des Ritters Martin I. von Heusenstamm († 1540), Schultheiß der Stadt Frankfurt am Main und seiner Gattin Elisabeth geb. Brendel von Homburg († 1508). Die Grabplatte der Mutter, mit ihren Ahnenwappen u. a. aus dem Geschlecht der pfälzischen Herren von Zeiskam, befindet sich eingemauert im Bereich des ehemaligen Klosters Patershausen.

## Leben
Die Amtszeit Sebastians fiel in die unruhigen Zeiten nach der Reformation, deren Umwälzungen auch und ganz besonders das wichtige Erzstift Mainz betrafen.
Bereits vor seiner Wahl zum Erzbischof war Sebastian als Domscholaster ein angesehener Mann im Mainzer Domkapitel. Dies machte ihn auch zum Favoriten auf die Nachfolge Kardinal Albrechts von Brandenburg als Mainzer Erzbischof. Das Domkapitel trotzte hierbei Karl V., der unbedingt den Bischof von Augsburg, Kardinal Otto Truchseß von Waldburg, als neuen Erzbischof wünschte, da er bei diesem des Verbleibs beim Katholizismus im wichtigen Erzbistum sicher sein konnte.
Am 20. Oktober 1545 wurde Sebastian zum neuen Erzbischof gewählt. Katholischen Reichsfürsten war Sebastian vorher suspekt gewesen, da zu seinen Unterstützern auch der protestantische Landgraf Philipp von Hessen gehörte. Doch an der Glaubenstreue Sebastians gab es offenbar wenig Zweifel; der Papst bestätigte den Erzbischof wenig später im Amt. Am 2. Mai 1546 wurde Sebastian durch Melchior Zobel von Giebelstadt, Bischof von Würzburg, zum Bischof geweiht.
Der Mainzer Erzbischof war Reichserzkanzler und einer der sieben Kurfürsten, somit also einer der wichtigsten Reichsfürsten und Politiker. Auf den eher unpolitischen Sebastian kamen daher gleich nach Amtsantritt schwierige politische Fragen zu. Zunächst galt es, unbeschädigt aus dem so genannten Schmalkaldischen Krieg herauszukommen, was nicht völlig gelang.
Politisch höchst kompliziert war auch die Zurückdrängung bzw. Abgrenzung zum Protestantismus, mit der sich zur selben Zeit auch das Konzil von Trient befasste. Da die abschließende Klärung der Fragen sich zu lange herauszögerte, verfügte Karl V. 1548 das Augsburger Interim.  Neben einigen Zugeständnissen an die Protestanten (Priesterehe) sollten eine ausgedehnte Visitationstätigkeit der katholischen Bischöfe den Einfluss des Protestantismus zurückzudrängen. Die Visitationsprotokolle, die der mit diesen Aufgaben maßgeblich betraute Mainzer Weihbischof Michael Helding anfertigte, sind ein hervorragendes Zeugnis des damaligen Zustandes der Kirchenlandschaft.
Diese war durch die Reformation im Erzbistum stark zersplittert, was eine Reform nötig machte, die Erzbischof Sebastian am  19. November 1548 mit einer Synode einleitete, zu der alle (auch die inzwischen protestantisch gewordenen) geistlichen Würdenträger eingeladen waren. Ziel der Synode war eine innerkirchliche Reform. So wurden am Ende liturgische Bücher und ein neuer Katechismus herausgegeben. 1549 hielt Sebastian eine Provinzialsynode ab, mit der er die Ergebnisse der Synode auch auf den übrigen Bereich seines Metropolitanverbandes ausdehnen wollte. Ziel war auch hier nicht die Konfrontation, sondern die Stärkung und Reform aus dem Inneren heraus.
Zur endgültigen Klärung des Verhältnisses zwischen Protestanten und Katholiken sollte wiederum das Konzil von Trient dienen, das der Papst nach Unterbrechung 1551 wieder einberufen hatte. An dieser zweiten Sitzungsperiode nahmen neben Erzbischof und Kurfürst Sebastian auch die Kurfürsten von Köln und Trier teil. Dort machte Sebastian wichtige Vorschläge zur Theologie und zur Kirche, verhielt sich aber diplomatisch, was politische Fragen anging. Er sicherte sich so das Wohlwollen des Papstes, der sogar erwog, Sebastian mit der Kardinalswürde auszustatten. Doch 1552 brachen in Deutschland neue Unruhen aus, darunter der so genannte Markgräflerkrieg. Sebastian und die anderen Kurfürsten reisten überstürzt in ihre Provinzen zurück. Nach der Niederlage des Kaisers 1552 schien die Gefahr gebannt, doch der Markgraf Albrecht Alcibiades von Brandenburg-Kulmbach begann, auf eigene Faust Krieg zu führen. 1552 fiel er in Mainz ein und verwüstete die Stadt.
Da Sebastian nun einsehen musste, dass auch der Kaiser die geistlichen Territorien nicht beschützen konnte, befürwortete er einen Reichsreligionsfrieden, der wenigstens die verbliebenen geistlichen Stifte erhalten sollte. Den Abschluss eines solchen Vertrages, den Augsburger Religionsfrieden, hat er jedoch nicht mehr erlebt. Am 18. März 1555 starb der „durch Geist und Gewandtheit in Geschäften höchst ausgezeichnete Mann“ (Grabinschrift) und wurde in der Memorienkapelle des Mainzer Doms begraben. In der Kathedrale ist ihm ein kunstvolles Grabdenkmal gewidmet.
Sein Neffe, Domkapitular Wolfgang von Heusenstamm († 1594), besitzt im Mainzer Dom ebenfalls ein wertvolles Epitaph.